# Барон, Хорст
Хорст Барон (нем. Horst Baron; род. 14 марта 1962 года, Германия) — немецкий порноактёр и режиссёр порнографических фильмов. Один из ветеранов порноиндустрии, на его счету съёмки более чем в 300 фильмах на протяжении 20 лет.

## Биография
Работая в порноиндустрии с 1994 года, он создал себе амплуа джентльмена, практически во всех фильмах появляясь в белом пиджаке. Он активно работал, как в Германии (для таких компаний, как Magmafilm , Erotic-Planet и Videorama), так и на международном уровне (например, для Wicked Pictures и Private Media Group).
Удостоен премии Eroticline Awards в 2006 году.
В 2009 году под псевдонимом Horst Stramka он снялся в фильме Ларса фон Триера «Антихрист».

## Избранная фильмография
- «La Prisonniere du Bordel» (2003)
- «Миллионер» (2004)
- «Private Tropical 16: Sun, beach and sex» (2005)
- «Private Gold 74: Code Name Mata Hari» (2005)
- «Робинзон Крузо на острове греха» (2005)
- «Besessen» (2005)
- «Порновойны» (2006)
- «Казино без границ» (2008)

Он также снялся в двух непорнографических фильмах:
- «Антихрист» (2009) — Он (дублёр Уиллема Дефо).
- «Monsieur Brucco: Ein Albaner und die zwei Koffer» (2016) — HR-директор.